# Mysterii Paschalis
Mysterii Paschalis es el íncipit del motu proprio del papa Pablo VI emitido el 14 de febrero de 1969, por el cual se reorganizó el año litúrgico del rito romano de la Iglesia católica, con lo que se revisaron y modificaron las celebraciones litúrgicas en el Calendario romano general.
A través de este documento, el papa Pablo VI aplicó la normativa del Concilio Vaticano II en lo relativo a la restauración del año litúrgico y se aprobó el nuevo Calendario Romano Universal.

## Antecedentes
El Concilio Vaticano II, mediante la constitución apostólica Sacrosanctum Concilium, ordenó revisar el calendario litúrgico para adecuarlo a las necesidades modernas:

«Revísese al año litúrgico de manera que, conservadas o restablecidas las costumbres e instituciones tradicionales de los tiempos sagrados de acuerdo con las circunstancias de nuestra época, se mantenga su índole primitiva para que alimente debidamente la piedad de los fieles en la celebración de los misterios de la redención cristiana, muy especialmente del misterio pascual.»
Constitución Sacrosactum Concilium sobre la Sagrada Liturgia. §107

Igualmente, ordenaba revisar las fiestas de los santos para dejar en el calendario solo la memoria de aquellos «de importancia realmente universal».

## Desarrollo delmotu proprio
De acuerdo con lo establecido en el motu proprio, y siguiendo el mandato especial del papa, la Sagrada Congregación de Ritos aprobó el Decreto  Anni liturgici, de fecha 21 de marzo de 1969, firmado por el prefecto cardenal Benno Gut y el secretario Ferdinando Giuseppe Antonelli. El decreto establece la entrada en vigor del nuevo calendario el 1 de enero de 1970, que son aplicables tanto al rito romano como a todos los demás ritos, mientras que las normas prácticas deben interpretarse como dirigidas solamente al rito romano, salvo que por su naturaleza conciernan también a los restantes ritos. El decreto expone también el modo en que se organizan las distintas celebraciones, en las que se distingue:
- Las solemnidades, que corresponden a las que en anterior calendario se consideraban fiestas de primera clase
- Fiestas, corresponden a las antiguas fiestas de segunda clase
- Memorias, que recogen las antiguas fiestas de tercera clase.

El decreto incluye, a modo de anexo, las Normas Universales sobre el año litúrgico y el calendario, que se desarrollan según la siguiente estructura:
- Cap. I. Del año litúrgico
  - Tit. 1. De los días litúrgicos, en los que distingue los domingos, las solemnidades, fiestas y memorias, y los días de feria (es decir, los días de la semana excepto el domingo). En las memorias distingue las de carácter obligatorio y de las memorias libres (ad libitum), días en que podrá elegirse entre los textos previstos para esa memoria o lo de la feria de ese día.
  - Tít. 2. Del  ciclo litúrgico. Recoge la regulación del Triduo Pascual, el Tiempo de Pascua, la Cuaresma, la Navidad, Adviento, y el Tiempo Ordinario (per annum). Así mismo regula las témporas.

- Cap. II. De calendario
  - Tít. 1. De calendario y las celebraciones que en él se inscriben. En este título se establece las celebraciones que prevalecen cuando varias de ellas  coinciden en el mismo día,
  - Tit. 2. De la celebración del día propio.
  - Este capítulo se completa con una tabla de los días litúrgicos según el orden de precedencia
- Calendario romano general, Con indicación precisa para cada día del año de la celebración que corresponde.

La editorial vaticana publicó el mismo año 1969, una edición típica del Calendario Romano que incluye, en el orden que se indica:
1. Decreto Anni liturgici
2. Motu proprio Mysterii Paschalis
3. Normas universales del año litúrgico y calendario
4. Orientaciones para la aplicación de la Constitución de la Sagrada Litúrgica, se trata como indica expresamente la edición típica, de un comentario no oficial

## Año litúrgico
Los principios contenidos en el Decreto Anni liturgici (Normas Universales sobre el año litúrgico y el calendario)
Un día litúrgico se define como el que transcurre de medianoche a medianoche, con la excepción de los domingos y solemnidades, el cual comienza desde la tarde anterior.
El domingo, en tanto día de la Resurrección de Jesús, es la fiesta primordial y no admite otras celebraciones de menor categoría que aquellas respectivas a solemnidades o fiestas de Jesucristo. En Adviento, Cuaresma y Pascua, los domingos desplazan incluso a las solemnidades de ese tiempo, con algunas excepciones de celebraciones que por regla general son dominicales: las solemnidades de la Sagrada Familia, del Bautismo de Jesús, de la Santísima Trinidad, de Cristo Rey y, en los lugares donde no son fiesta obligatoria, y, por tanto, se trasladan al domingo siguiente, las solemnidades de la Epifanía, de la Ascensión de Cristo y de Corpus Christi.
Dentro del año litúrgico se incluyen también las celebraciones  de los misterios de Cristo, de la Virgen María, y las memorias de los mártires y de otros santos. En estas celebraciones, según su importancia, se distinguen las solemnidades, fiestas y memorias; y en estas se distinguen las memorias abrogatorias y las memorias libres (ad libitum).

## Cambios en el Calendario General Romano
Los siguientes son los cambios introducidos en 1969 por remoción o reubicación de las celebraciones en el calendario. Las celebraciones que permanecieron sin cambios no se indican. Las nuevas celebraciones también fueron agregadas al calendario para mostrar mejor la universalidad de la Iglesia Católica.
Las explicaciones dadas son aquellas que fueron publicadas en el Calendarium Romanum en 1969. Por «calendarios particulares» se entiende aquellos de «Iglesias particulares, naciones o familias religiosas». La frase «verdadera importancia universal» también es un término tomado del Segundo Concilio Vaticano Segundo.
Algunas remociones de fiestas anteriores a 1969 en el Calendario General Romano, fueron realizadas en las reformas del Calendario General Romano del papa Pío XII y en el Calendario General Romano de 1960.